# Telo (mitologia)
Telo (em latim: Tellus), na mitologia romana, era a deusa da Terra — o solo fértil. Na mitologia grega era Gaia - "terra mater", que quer dizer "terra mãe". Ela representa o solo fértil, e também o fundamento sobre que repousam os elementos que se geram entre si. Existem centenas de outros nomes para o nosso planeta em várias línguas. O nome do planeta Terra na língua inglesa, "Earth", é o único nome de planeta que não tem origem na mitologia greco-romana. O nome provém do alemão e inglês antigos.
Diziam-na mulher do Sol ou do Céu, porque tanto a um como ao outro deve a sua fertilidade. Era representada como uma mulher corpulenta, com uma grande quantidade de peitos. Frequentemente se confundem Telo e Terra com Cibele. Antes de estar Apolo de posse do oráculo de Delfos, era Telo que o possuía e que o divulgava; em tudo estava em meias com Netuno. Depois, Telo cedeu os seus direitos a Temis, e Temis a Apolo. Algumas versões dizem que Telo é apenas o nome romano de Gaia, a terra.